# Pièce commémorative de 1 dollar américain du Civil Rights Act de 1964
La pièce commémorative de 1 dollar américain du Civil Rights Act de 1964 est une pièce commémorative, non circulante, émise par la Monnaie des États-Unis en 2014 et frappée à la Monnaie de Philadelphie.
Elle est autorisée par la loi publique 110-451 du 2 décembre 2008 qui demande au Secrétaire au Trésor de frapper des pièces pour commémorer le 50e anniversaire de la promulgation de la loi sur les droits civils de 1964. Les bénéfices tirés de la vente sont versés au United Negro College Fund (UNCF) pour réaliser les objectifs du fonds, notamment l'octroi de bourses d'études et de stages pour les étudiants issus de minorités, ainsi que des fonds de fonctionnement et des services d'amélioration technologique pour les 37 universités qui en sont membres.

## Contexte
Le Civil Rights Act de 1964 est une loi sur les droits civiques et le droit du travail aux États-Unis, interdisant la discrimination fondée sur la race, la couleur, la religion, le sexe et l'origine nationale. Il interdit l'application inégale des exigences d'inscription des électeurs, la ségrégation raciale dans les écoles et les lieux publics, ainsi que la discrimination dans l'emploi.
La législation est proposée par le président John F. Kennedy en juin 1963, mais elle est freinée par un filibuster au Sénat. Après l'assassinat de Kennedy le 22 novembre 1963, le président Lyndon B. Johnson fait avancer le projet de loi. La Chambre des Représentants des États-Unis adopte le projet de loi le 10 février 1964, et après un filibuster de 72 jours, il est adopté par le Sénat des États-Unis le 19 juin 1964. Après que la Chambre accepte un amendement ultérieur du Sénat, le Civil Rights Act de 1964 est signé et devient une loi par le président Johnson à la Maison Blanche le 2 juillet 1964,.

## Législation
le projet de loi H.R.2040 est introduit à la Chambre le 25 avril 2007 par le représentant démocrate de Géorgie, John Lewis. Il demande au Secrétaire au Trésor de frapper des pièces pour commémorer le 50e anniversaire de la promulgation de la loi sur les droits civils de 1964. Après un passage à la commission des finances et plusieurs débats, le projet est adopté le 1er avril 2008 et envoyé au Sénat le lendemain. Celui-ci l'approuve également le 19 novembre. Le projet est présenté le 25 novembre au président George W. Bush qui le signe le 2 décembre 2008 pour en faire la loi publique 110-451,.

## Dessin
L'avers de la pièce de 1 dollar, conçu par Justin Kunz du programme Artistic Infusion (AIP) et gravé par Phebe Hemphill, représente trois personnes se tenant par la main lors d'une marche pour les droits civiques, avec un homme tenant une pancarte sur laquelle on peut lire WE SHALL OVERCOME (Nous vaincrons). Les autres inscriptions sont LIBERTY, IN GOD WE TRUST et la date d'émission, 2014,.
Le revers, créé par Donna Weaver et gravé par Jim Licaretz, représente trois flammes entrelacées qui symbolisent la liberté d'éducation, la liberté de vote et la liberté de contrôler son propre destin. Le motif s'inspire d'une citation de Martin Luther King : « Ils prennent la lance à incendie. Ils ne se rendent pas compte que l'eau ne peut qu'éteindre un feu physique. Mais l'eau ne peut jamais noyer le feu de la liberté ». Les inscriptions sont CIVIL RIGHTS ACT OF 1964, SIGNED INTO LAW JULY 2, 1964, la devise latine E PLURIBUS UNUM, la valeur faciale ONE DOLLAR et le pays émetteur UNITED STATES OF AMERICA,.

## Production et vente
La loi qui autorise la frappe de la pièce commémorative permet une émission maximale de 350 000 exemplaires. La Monnaie de Philadelphie est chargée de la frappe des deux finitions du dollar, brillant universel et belle épreuve.
La pièce est disponible à la vente le 2 janvier 2014. Un total de 86,774 dollars est vendu dont 62 040 en qualité belle épreuve au prix de départ de 49,95 dollars et 24 734 en version brillant universel pour 44,95 dollar. Ces prix augmenentent de 5 dollars à partir du 3 février,.
Les bénéfices tirés de la vente de la pièce sont versé au United Negro College Fund pour mener à bien ses objectifs, notamment l'octroi de bourses d'études et de stages pour les étudiants issus de minorités, ainsi que des fonds de fonctionnement et des services d'amélioration technologique pour 37 collèges et universités membres,.